# Cyathea madagascarica
Cyathea madagascarica är en ormbunkeart som beskrevs av Roland Napoléon Bonaparte. Cyathea madagascarica ingår i släktet Cyathea och familjen Cyatheaceae. Inga underarter finns listade.